# Delphine Atangana
Delphine Bertille Atangana (* 16. August 1984 in Yaoundé) ist eine ehemalige kamerunische Leichtathletin, die sich auf den Sprint spezialisiert hat. Zu ihren größten Erfolgen zählen die Bronzemedaillen über 100 Meter bei den Commonwealth Games 2006 und 2010 sowie einer Silbermedaille und zwei Bronzemedaillen bei Afrikameisterschaften.

## Sportliche Laufbahn
Erste internationale Erfahrungen sammelte Delphine Atangana im Jahr 2002, als sie bei den Juniorenweltmeisterschaften in Kingston im 100-Meter-Lauf mit 12,28 s im Viertelfinale ausschied und über 200 Meter mit 24,96 s nicht über den Vorlauf hinauskam. Im Jahr darauf siegte sie bei den Juniorenafrikameisterschaften in Garoua in 11,42 s über 100 Meter und gewann und auch in 23,40 s die Goldmedaille im 200-Meter-Lauf. Zudem gewann sie sowohl in der 4-mal-100- als auch in der 4-mal-400-Meter-Staffel die Silbermedaille. Anschließend erreichte sie bei den Weltmeisterschaften in Paris das Finale mit der kamerunischen 4-mal-400-Meter-Staffel und belegte dort in 3:27,08 min den siebten Platz. Anschließend belegte sie bei den Afrikaspielen in Abuja in 11,49 s den fünften Platz über 100 Meter und gelangte mit 23,50 s auf Rang vier über 200 Meter. Ende Oktober siegte sie dann in 23,37 s über 200 Meter bei den Afro-Asiatischen Spielen in Hyderabad und gewann in einer gemischten Afrikamannschaft in 43,86 s die Silbermedaille in der 4-mal-100-Meter-Staffel und über 100 Meter gewann sie in 11,49 s die Bronzemedaille hinter der Nigerianerin Endurance Ojokolo und Lyubov Perepelova aus Usbekistan. 2004 belegte sie bei den Afrikameisterschaften in Brazzaville in 11,55 s den sechsten Platz über 100 Meter und konnte ihren Finallauf über 200 Meter nicht beenden. In der 4-mal-100-Meter-Staffel belegte sie in 45,63 s den vierten Platz und mit der 4-mal-400-Meter-Staffel gewann sie in 3:30,77 min gemeinsam mit Hortense Béwouda,  Carole Kaboud Mebam und Muriel Noah Ahanda die Bronzemedaille hinter den Teams aus dem Senegal und Südafrika. Anschließend nahm sie an den Olympischen Sommerspielen in Athen teil und erreichte dort über 100 Meter das Viertelfinale, in dem sie mit 11,60 s ausschied.
2005 gelangte sie bei den Weltmeisterschaften in Helsinki ebenfalls bis ins Viertelfinale über 100 Meter und schied dort mit 11,52 s aus. Im Jahr darauf gewann sie bei den Commonwealth Games in Melbourne in 11,39 s die Bronzemedaille über 100 Meter hinter der Jamaikanerin Sheri-Ann Brooks und Geraldine Pillay aus Südafrika und über 200 Meter belegte sie in 23,45 s den siebten Platz. 2007 nahm sie erneut an den Afrikaspielen in Algier teil und klassierte sich dort mit 11,53 s auf dem siebten Platz über 100 Meter und kam mit der 4-mal-100-Meter-Staffel nicht ins Ziel. Im Jahr darauf erreichte sie bei den Hallenweltmeisterschaften in Valencia das Halbfinale im 60-Meter-Lauf und schied dort mit 7,37 s aus. Ende April gewann sie bei den Afrikameisterschaften in Addis Abeba in 11,46 s die Bronzemedaille über 100 Meter hinter der Nigerianerin Oludamola Osayomi und Vida Anim aus Ghana und über 200 Meter schied sie mit 23,98 s im Halbfinale aus. Zudem kam sie mit der 4-mal-100-Meter-Staffel nicht ins Ziel. 2010 belegte sie bei den Afrikameisterschaften in Nairobi in 11,43 s den fünften Platz über 100 Meter und wurde in 23,70 s Vierte im 200-Meter-Lauf. Zudem gewann sie in 44,90 s gemeinsam mit Fanny Appes Ekanga, Charlotte Mebenga Amombo und Carole Kaboud Mebam die Silbermedaille in der 4-mal-100-Meter-Staffel hinter dem nigerianischen Team. Anschließend gewann sie bei den Commonwealth Games in Neu-Delhi in 11,48 s erneut die Bronzemedaille über 100 Meter, diesmal hinter Natasha Mayers aus St. Vincent und der Engländerin Katherine Endacott und über 200 Meter schied sie mit 23,78 s im Halbfinale aus. Im Jahr darauf erreichte sie bei den Weltmeisterschaften in Daegu das Viertelfinale über 100 Meter und schied dort mit 11,56 s aus. Anschließend belegte sie bei den Afrikaspielen in Maputo in 11,56 s den fünften Platz über 100 Meter und schied im 200-Meter-Lauf mit 24,34 s im Semifinale aus. Zudem gewann sie in 45,00 s gemeinsam mit Fanny Appes Ekanga, Charlotte Mebenga Amombo und Marie Gisèle Eleme Asse die Bronzemedaille im Staffelbewerb hinter den Teams aus Nigeria und Ghana. 2012 schied sie bei den Hallenweltmeisterschaften in Istanbul mit 7,47 s in der ersten Runde über 60 Meter aus und Ende Juni schied sie bei den Afrikameisterschaften in Porto-Novo mit 11,93 s und 24,53 s jeweils im Halbfinale über 100 und 200 Meter aus und kam mit der Staffel nicht ins Ziel. Daraufhin nahm sie ein letztes Mal an den Olympischen Sommerspielen in London teil und schied dort mit 11,82 s in der Vorrunde über 100 Meter aus und beendete daraufhin ihre aktive sportliche Karriere im Alter von 28 Jahren.
2002 wurde Atangana kamerunische Meisterin im 100-Meter-Lauf.

## Persönliche Bestzeiten
- 100 Meter: 11,24 s (+0,5 m/s), 12. Oktober 2003 in Abuja
  - 60 Meter (Halle): 7,19 s, 26. Februar 2006 in Aubière
- 200 Meter: 23,27 s (−0,5 m/s), 14. Oktober 2003 in Abuja
  - 200 Meter (Halle): 23,74 s, 14. Februar 2010 in Metz